# Quintanas de Gormaz
Quintanas de Gormaz település Spanyolországban, Soria tartományban. Quintanas de Gormaz Valdenebro, Bayubas de Abajo, Berlanga de Duero, Recuerda, Gormaz és Burgo de Osma-Ciudad de Osma községekkel határos. Lakosainak száma 127 fő (2024).

## Népesség
A település népessége az elmúlt években az alábbi módon változott:
| Lakosok száma | 199  | 192  | 168  | 156  | 147  | 142  | 147  | 146  | 137  | 127  |
|               | 2001 | 2004 | 2007 | 2009 | 2012 | 2014 | 2017 | 2019 | 2022 | 2024 |